# Jean-Baptiste Boffinton
Jean-Baptiste Boffinton ou Stanislas-Jean Boffinton, né le 27 août 1817 à Bordeaux (Gironde) et décédé le 11 décembre 1899 à Arcachon (Gironde), est un homme politique et haut fonctionnaire français, préfet dans plusieurs départements avant de devenir député, puis sénateur de la Charente-Maritime.   

## Biographie
D'abord commis-voyageur, il est entré dans l'administration impériale comme sous-préfet de Jonzac. Il est ensuite sous-préfet de Saintes et d'Alais. 
Préfet de la Charente-Maritime du 26 novembre 1856 au 16 octobre 1865, il joue un rôle stratégique dans l’enseignement en Charente-Maritime.
Dans le Gard, où il est préfet du 16 octobre 1865 à 1869, il s’occupe surtout à désenclaver des régions de ce département en stimulant la construction de chemins vicinaux  et de chemins de fer. Il écrit un  Règlement sur le personnel chargé du service des chemins vicinaux, signé: le préfet du Gard, 1866.
En 1869, il est préfet des Basses-Pyrénées. La même année il est nommé préfet de la Dordogne. En 1870, il est révoqué et interdit de fonctions publiques à la révolution du 4 septembre 1870, et cela jusqu'à 1873. En 1873, il est élu représentant de la Charente-Maritime, siégeant au groupe bonapartiste de l'Appel au peuple. Il est sénateur, bonapartiste, de la Charente-Maritime de 1876 à 1885, puis il prend sa retraite. Il est mort le 11 décembre 1899 à 82 ans.

## Honneurs
En 1860, il est récipiendaire de l'ordre de Saint-Stanislas (russe)
le 10 août 1863 il devient officier de la Légion d'honneur.